# European Board of Ophthalmology

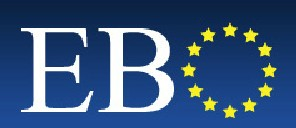
EBO

Das European Board of Ophthalmology (EBO) ist die europäische Fachgesellschaft für Augenheilkunde.
Sie wurde 1992 in London gegründet und ist eine Unterorganisation der European Union of Medical Specialists (UEMS). Die Gesellschaft stellt sich zur Aufgabe den Standard für die Ausbildung in der Augenheilkunde europaweit zu vereinheitlichen und deren Qualität sicherzustellen.
Sie vergibt den Titel „Fellow of the European Board of Ophthalmology“ (FEBO) nach einer ihrem Standard entsprechenden Facharztprüfung. In manchen europäischen Ländern ersetzt diese Prüfung die nationale Facharztprüfung. Für einen deutschen Facharzt ist diese Prüfung freiwillig.